# Martín C. Martínez
Martín Cipriano Martínez Fagalde (Montevideo, 22 de febrero de 1859 - Montevideo, 21 de enero de 1946) fue un abogado y político uruguayo.

## Biografía
Sus padres fueron Casimiro Martínez y Marcelina Fagalde. Contrajo matrimonio con Josefina Lauz Solsona.

## Actividad académica
Se recibió de abogado en 1881 en la Universidad de la República y en el mismo año redactó con Eduardo Acevedo el Programa de Filosofía enmarcado en el movimiento positivista, que tuvo vigencia durante una década. 
En 1882 ocupó la cátedra de Derecho Natural, pero renuncia en 1884 en solidaridad con los universitarios que el general Máximo Santos había destituido. También llegó a desempeñar las cátedras de Derecho Penal, Economía Política y Derecho Internacional Privado; y fue miembro integrante del consejo directivo de la Facultad de Derecho.
También en el campo pedagógico, presidió la Sociedad de Amigos de la Educación Popular en el periodo 1897-1898.

## Actividad en la política

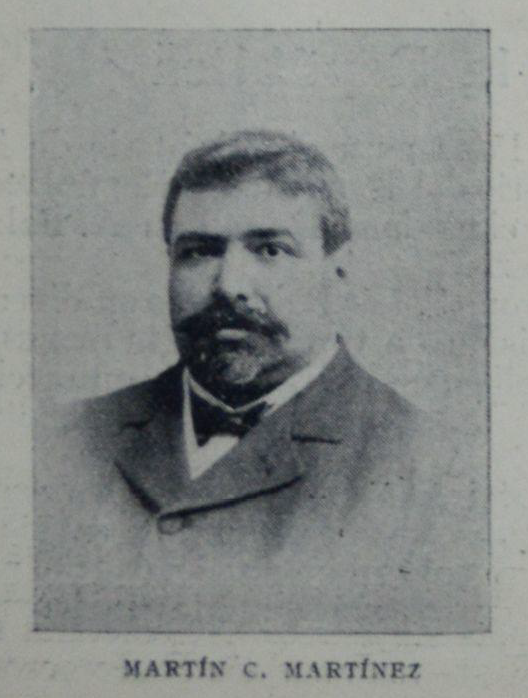
Martín C. Martínez a inicios del.

El Dr. Martínez, desde muy joven, estuvo afiliado al Partido Constitucional y lo representó en el Consejo de Estado del año 1898 instituido por Juan Lindolfo Cuestas con figuras de todos los partidos políticos. 

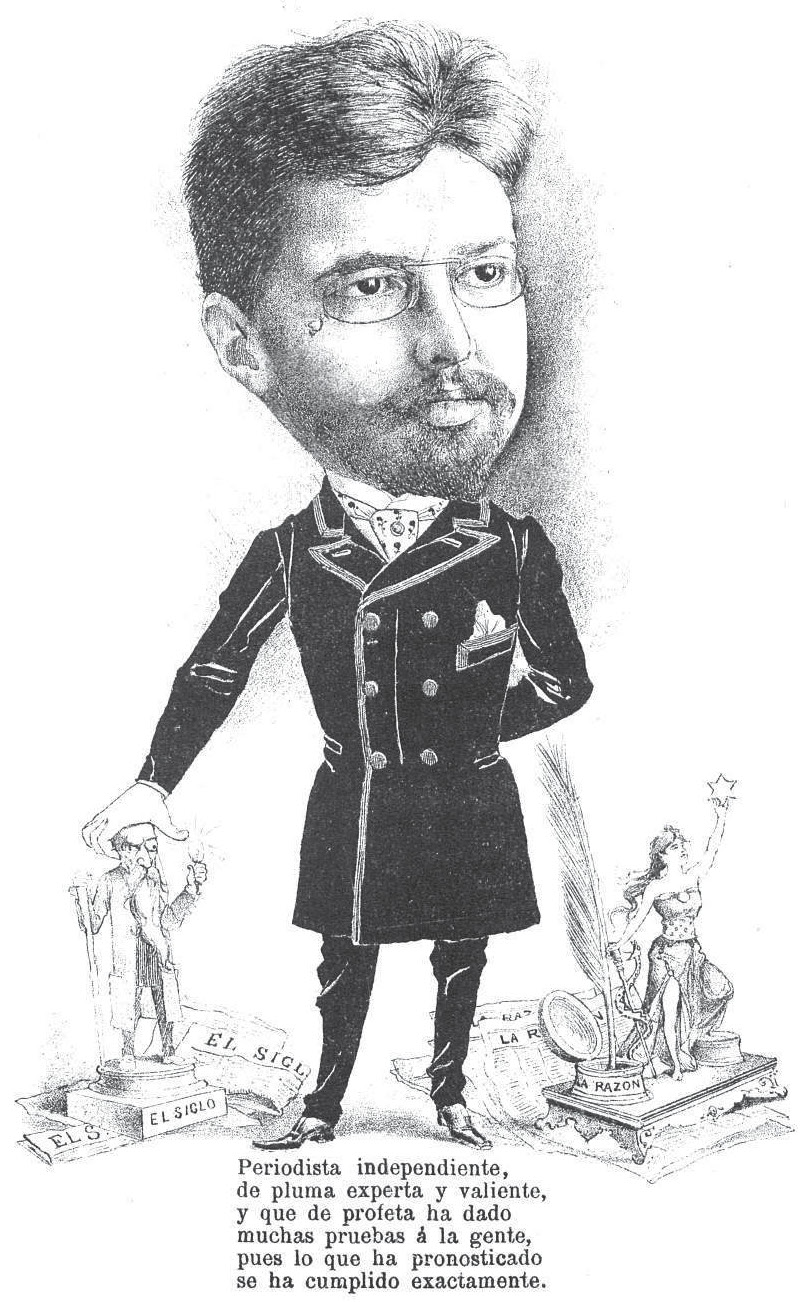
Caricatura de Martín C. Martínez.

Posteriormente fue Diputado por Montevideo, Minas y Cerro Largo. En el primer gobierno de José Batlle y Ordóñez fue Ministro de Hacienda (1903-1904), renunciando al estallar la revolución de Aparicio Saravia en 1904 tras ingentes esfuerzos para evitar la guerra. Más tarde asumiría nuevamente el Ministerio de Hacienda del gobierno de Feliciano Viera en septiembre de 1916.
Disuelto el Partido Constitucional, adhiere al Partido Nacional. En representación de su partido, integró la llamada "comisión de los ocho", conjuntamente con los doctores Leonel Aguirre, Carlos A. Berro y Alejandro Gallinal, estando representado a su vez el Partido Colorado por los doctores Domingo Arena, Ricardo Areco, Juan Antonio Buero y Baltasar Brum; dicha Comisión trabajó durante 1917, redactando el texto final de la Constitución de 1918.
Integró los Directorios del Partido, presidido éste primero por Alfonso Lamas y después por Alfredo Vásquez Acevedo. Representó al nacionalismo en el Parlamento y también lo hizo en el Consejo Nacional de Administración (1918-1921). Presidió el Banco Hipotecario del Uruguay y también integró el directorio del Banco de la República Oriental del Uruguay.
Luego, desde el Nacionalismo Independiente, fue candidato a Presidente de la República en fórmula con Arturo Lussich en las elecciones de 1942. En esta elección, Martínez resultó elegido senador pero renunció sin incorporarse al cargo.

## Actividad en periodismo
Además de sus múltiples actividades políticas y académicas, fue redactor jefe de los diarios El Siglo y La Razón. Escribió artículos sobre economía y finanzas públicas en la Revista de Derecho y Jurisprudencia. Fue autor de un comentario sobre la Constitución de 1917, titulado Ante la nueva Constitución (1918).